# Regimentul 70 Infanterie (1916-1918)
Regimentul 70 Infanterie a fost o unitate de nivel tactic din rezerva armatei permanente care s-a constituit la 14/27 august 1916, prin mobilizarea unităților și subunităților de infanterie din cercul de recrutare Muscel, din cadrul Comandamentului II Teritorial.:p. 69 Regimentul a făcut parte din organica Brigăzii 24 Infanterie. La intrarea în război, Regimentul 70 Infanterie a fost comandat de colonelul Alexandru Călinescu. Regimentul 70 Infanterie a participat la acțiunile militare pe frontul românesc, pe toată perioada războiului, între 14/27 august 1916 - 28 ocotmbrie/11 noiembrie 1918.
Drapelul de luptă al regimentului a fost decorat cu cea mai înaltă distincție de război, Ordinul „Mihai Viteazul”, clasa III:
„Pentru vitejia și avântul cu care au luptat ofițerii,  subofițerii și soldații Regimentului 70 Infanterie în luptele din Dobrogea și în acelea de la nord de Câmpulung, 1916. Recunoașterile ofensive executate la 21 și 23 septembrie de acest eroic regiment, în direcția satului Enigea, precum și rezistenta înverșunată ce a opus de la 4 octombrie la 15 noiembrie 1916 trupelor de elită germane, ce voiau, cu orice preț a pătrunde prin Valea Pravățului, spre Orașul Câmpulung, sunt atât de glorioase ca și luptele pline de avânt ce regimentul a dat in sectoarele Nămăești, Muntele Clăbucet, Loloioasa și Odobeasca. Vitejii Regimentului 70 Infanterie au luptat cu aceiași remarcabilă energie și în vara anului 1917, atacând cu vrednicie pozițiunile de la cotele 891 895 de pe Răchitașul Mic și au dat dovadă de cel mai frumos spirit de sacrificiu și de un puternic patriotism.”
Înalt Decret no. 910 din 19 aprilie 1918

## Decorații
- Ordinul „Mihai Viteazul”, clasa III[4]